# Estación Sargento Barrufaldi
Sargento Barrufaldi es una estación ferroviaria ubicada en la localidad de Bella Vista, Partido de San Miguel, Provincia de Buenos Aires, Argentina.

## Servicios
La estación corresponde al Ferrocarril General Urquiza de la red ferroviaria argentina, en el ramal que conecta las terminales Federico Lacroze y General Lemos.

## Ubicación
La estación se encuentra ubicado en la localidad de Bella Vista en el Partido de San Miguel con el gran Campo de Mayo en la Provincia de Buenos Aires.